# 月称
月称（げっしょう、梵: Candrakīrti, チャンドラキールティ）は、7世紀のインド仏教の中観派の思想家・注釈家である。ナーランダ僧院で学んだ学生の一人。
ナーガールジュナ（龍樹）の『中論』の注釈に関連して仏護を批判した清弁への再批判を行って帰謬論法の有効性を主張し、中観派における帰謬論証派（プラーサンギカ）と自立論証派（スヴァータントリカ）の二派対立の端緒になった。
主著の『入中論』においては、克明な唯識批判を行った。また、ナーガールジュナやアーリヤデーヴァの著作に対する注釈を著した（#著作を参照）。
月称はチベットで論師として重視され、諸作品はチベット大蔵経に収められている。

## 著作
- 『入中論』[1]（『中観への入門』[2]） - 菩薩の修行に沿って空の思想を述べる[要出典]。
- 『四百論注』（『菩薩瑜伽行四百論広注』[3]） - アーリヤデーヴァの『四百論』に対する注釈[1]。

### ナーガールジュナの著作に対する注釈
- 『プラサンナパダー（浄明句論）』[1]（『明らかな言葉』[4]） - 標題は「浄らかな語句」の意[5]。龍樹著『中論(中の頌)』に対する注釈書で、サンスクリット語原典が現存する[要出典]。
- 『空七十論注』[1]（『七十空性論注』[3]）
- 『六十頌如理論注』[1]

### チベット語からの漢訳
- 『入中論』（法尊訳）[6]

### 日本語訳
- 奥住毅、「中論註釈書の研究 チャンドラキールティ『プラサンナパダー』和訳」、大蔵出版、1988年、9月
- 上田昇、「チャンドラキールティ著『四百論注』第一～八章和訳」、インド学仏教学叢書編集委員会、『インド学仏教学叢書』、1994年
- 東方学院関西地区教室編、『チャンドラキールティのディグナーガ認識論批判 チベット訳『プラサンナパダー』和訳・索引』、法藏館、2001年9月.
- 瓜生津隆真、中沢中『全訳 チャンドラキールティ 入中論』、起心書房、2012年12月.
  - 奥住毅『入中論および自註』､山喜房佛書林、	2019年10月

## 関連文献

### 書籍
- チャンドラキールティの中観思想　岸根敏幸 大東出版社,2001.2.

### 論文
- 北畠利親、「清弁と月称の二諦論」、『印度學佛教學研究』、1963-01
- 瓜生津隆真、「チャンドラキールティのアートマン批判」、『印度學佛教學研究』、1963-03
- 伊藤浄厳、「チャンドラキールティと帰謬論法」、『印度學佛教學研究』、1971-12
- 奥住毅、「空性の論証--チャンドラキールティのプラサンガ・アーパッティ」、『二松学舎大学論集』、1973-03
- 丹治昭義、「チャンドラキールティの論理観の一考察」、『関西大学東西学術研究所紀要』、1979-12
- 小川一乗、「菩薩の大悲について--チャンドラキールティの菩薩観」、『日本仏教学会年報』、1985
- 松本史朗、「チャンドラキールティの論理学 : 『明句論』第一章諸法不自生論の和訳と研究(1)」『駒澤大學佛教學部研究紀要』第43巻、駒澤大学、1985年3月、214-169頁、NAID 110007014887。
- 丹治昭義、「チャンドラキールティの自立論証批判」、『南都仏教』、1987-03
- 丹治昭義チャンドラキールティの「認識手段」観」、『南都仏教』、1988-03
- 加藤均、「中観派に於ける vicara の実践的意味 チャンドラキールティの場合」、『印度學佛教學研究』、1989
- 上田昇、「チャンドラキールティの無我論」、『仏教学』、1990-03
- 邊見光真、「チャンドラキールティと吉蔵の涅槃解釈の比較」、『密教学研究』、1992-03
- 立花寛紹、「チャンドラキールティの無我観の一考察」、『仏教学研究』、1993-03
- 永崎研宣、「チャンドラキールティの縁起解釈についての一考察 ナーガールジュナの諸著作との関連について」、『哲学・思想論叢』 1999-01
- 金子宗元、「中観派二諦説の思想的展開 (龍谷大学における第50回学術大会紀要(1))」、『印度學佛教學研究』、1999-12
- 永崎研宣、「チャンドラキールティの縁起解釈について--ナーガールジュナの著作と「相互依存」解釈との関連を中心として (龍谷大学における第50回学術大会紀要(1))」、『印度學佛教學研究』、1999-12
- 那須真裕美、「チャンドラキールティのvyavahara」、『印度學佛教學研究』、2000-03
- 那須真裕美、「考察(vicara)から見た中観派の世俗諦」『印度學佛教學研究』第51巻第1号、日本印度学仏教学会、2002年12月20日、408-411頁、NAID 110002706887。
- 那須真裕美、「中観派における世俗の解釈と二諦説」『印度學佛教學研究』第52巻第2号、日本印度学仏教学会、2004年3月20日、812-809頁、NAID 110002707219。
- 那須真裕美、「中観派における「空」と密教における「空」--ツォンカパの理解を手がかりとして」、『密教学研究』、2005-03
- 那須真裕美、「中期中観派における自性(svabhava)解釈 : rang bzhinとngo bo nyidの用例を中心に」『印度學佛教學研究』第54巻第2号、日本印度学仏教学会、2006年3月20日、1057-1053頁、NAID 110004708472。
- 金沢豊「『入中論』における『十地経』の引用」『印度學佛教學研究』第55巻第2号、日本印度学仏教学会、2007年3月20日、941-938頁、NAID 110006272262。
- 池田道浩、「諦(satya)に対するチャンドラキールティの見解」、『仏教学』、2007-12
- 田村昌己、「チャンドラキールティの自性理解--不可言なる自性」、『比較論理学研究』、2008
- 池田道浩、「チャンドラキールティの所知障解釈の行方」、『Acta Tibetica et Buddhica』、2008
- 赤羽律、「ジュニャーナガルバの二諦説に影響を与えた論書とは何か? : 『二諦分別論』研究(4)」『印度學佛教學研究』第56巻第3号、日本印度学仏教学会、2008年3月25日、1121-1125頁、NAID 110007043123。
- 田村昌己、「バーヴィヴェーカの無自性性論証」『印度學佛教學研究』第57巻第3号、日本印度学仏教学会、2009年3月25日、1236-1240頁、NAID 110007160498。
- 太田蕗子、「チャンドラキールティの仏身論」『印度學佛教學研究』第58巻第1号、日本印度学仏教学会、2009年12月20日、422-418頁、NAID 110007503630。
- 吉水千鶴子、「チャンドラキールティの論理学」『印度學佛教學研究』第59巻第1号、日本印度学仏教学会、2010年12月20日、411-406頁、NAID 110008574395。
- 太田蕗子、「菩薩は滅を現証しない : 『入中論』の十地思想における菩薩と声聞・独覚との差異をめぐって」『印度學佛教學研究』第60巻第1号、日本印度学仏教学会、2011年12月20日、461-456頁、NAID 110008897778。